# Élodie et Nunilone
Élodie ou Alodie et sa sœur Nunilone ou Nunilo, exécutées en l'an 851, sont deux jeunes martyres de Huesca, en Aragon.

## Vies
Élodie et Nunilone étaient les filles d'une mère chrétienne et d'un père musulman qui accepta que ses filles suivent le christianisme. Toutefois, celui-ci mourut et leur nouveau beau-père, lui aussi musulman, les obligea à suivre sa religion, selon la coutume. Qui plus est, l'émir Abd al-Rahman II (822-852) décréta durant son règne apostats les enfants chrétiens nés de couples mixtes. Les deux sœurs avaient donc pour obligation de quitter leur religion et de se marier selon l'autre souhait de leur beau-père. Celles-ci refusèrent s'étant déjà données au Christ et partirent se réfugier chez une tante chrétienne où elles trouvèrent réconfort et tranquillité. Ce fut malheureusement de courte durée. 
Les deux filles furent bientôt arrêtées, mais refusèrent de désavouer leur foi. Après une longue captivité, elles furent décapitées d'un coup de sabre, conformément au sort réservé par la charia aux apostats.
Selon la tradition aragonaise, Élodie et Nunilone étaient originaires du village d'Adahuesca (Barbastro), et furent emprisonnées au château d'Alquézar. Décapitées à Huesca, leurs reliques ont été majoritairement conservées au monastère de Leyre, où deux scènes sculptées sur le portail ouest rappellent leur martyre. 
Elles sont célébrées le 22 octobre.

## Culte et dévotion

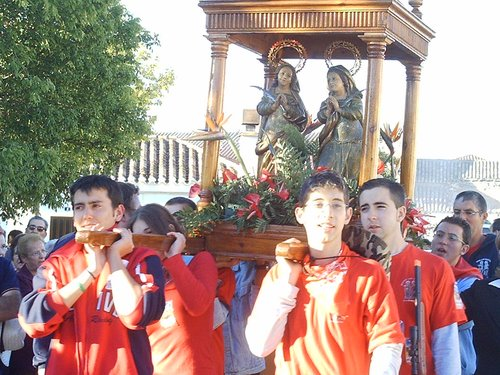
La fête des saintes à Huéscar, dans la province de Grenade.

Au fil des siècles, leur dévotion s'est répandue à partir du monastère de Leyre et de plusieurs communautés monastiques de la Rioja. 
Puis elle est arrivée dans la région de Grenade au temps des Rois catholiques après la conquête de la ville de Huéscar au nord-est de l'Andalousie, donnée à Luis de Beaumont (es), comte navarrais de Lerín, comme marquis de Huéscar. Après un exil du dernier roi navarrais Jean III d'Albret, le comte de Lerín s'est réfugié à Huéscar avec un grand nombre de familles navarraises, qui apportèrent avec elles la dévotion des jeunes martyres et quelques reliques. Plus tard, après la conquête du royaume de Navarre, le comte de Lerín récupéra ses biens et retourna dans sa région, mais de nombreuses familles restèrent à Grenade.
C'est ainsi que les deux saintes sont devenues les patronnes des villes de Huéscar et de la municipalité voisine de Puebla de Don Fadrique. Toujours aujourd'hui, une dévotion populaire importante les célèbre le jour de leur fête. 

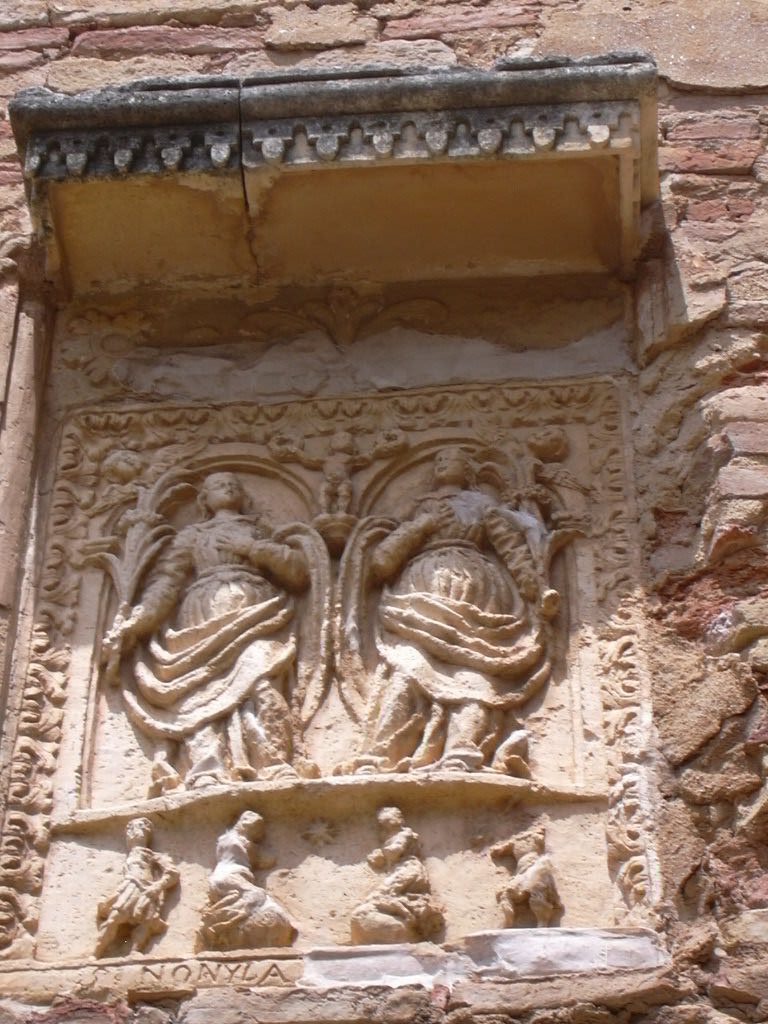
Élodie et Nunilone dans la collégiale d'Alquézar.
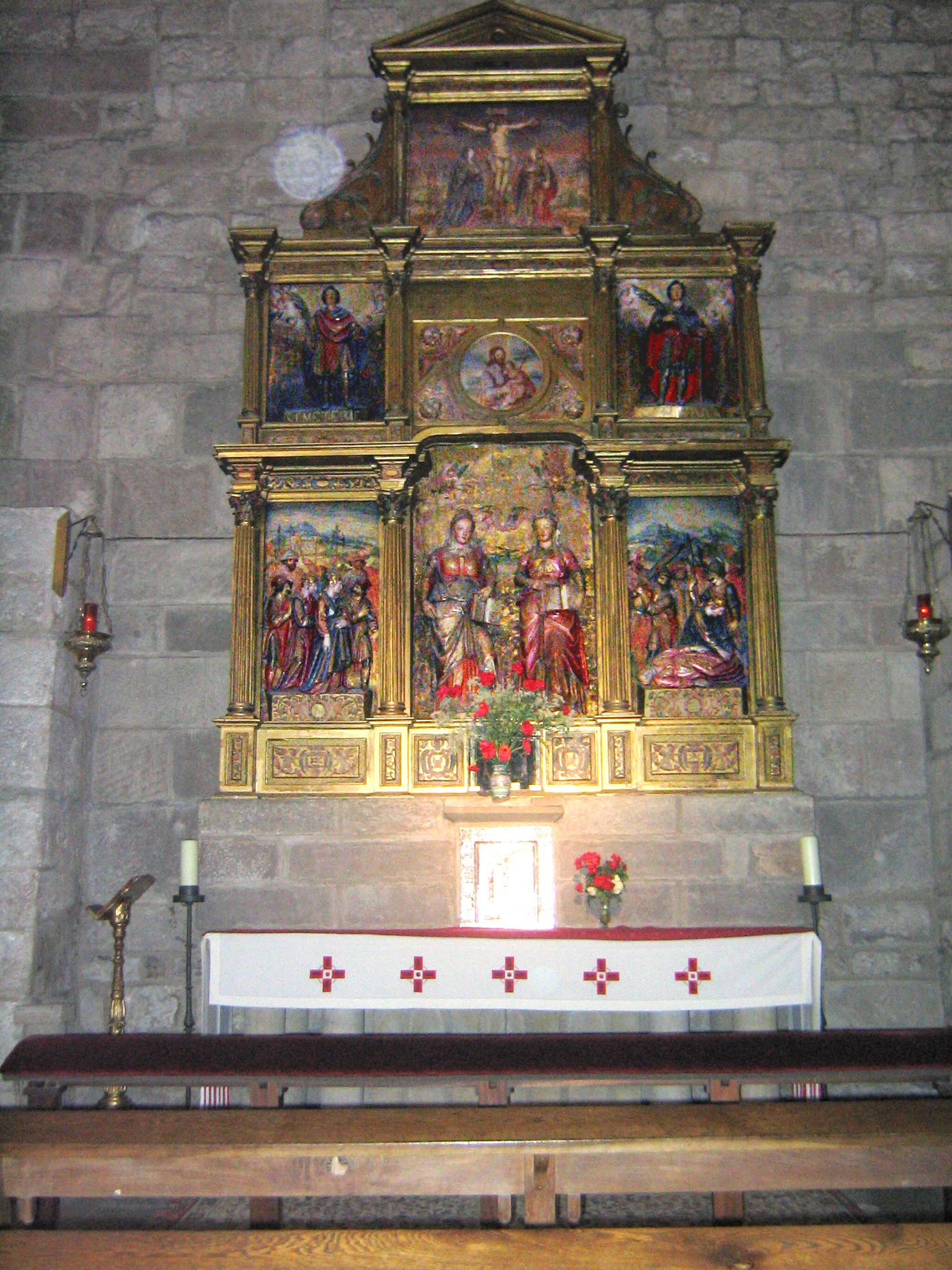
Retable des saintes Élodie et Nunilone XVIIIe siècle, dans le monastère de Leyre.
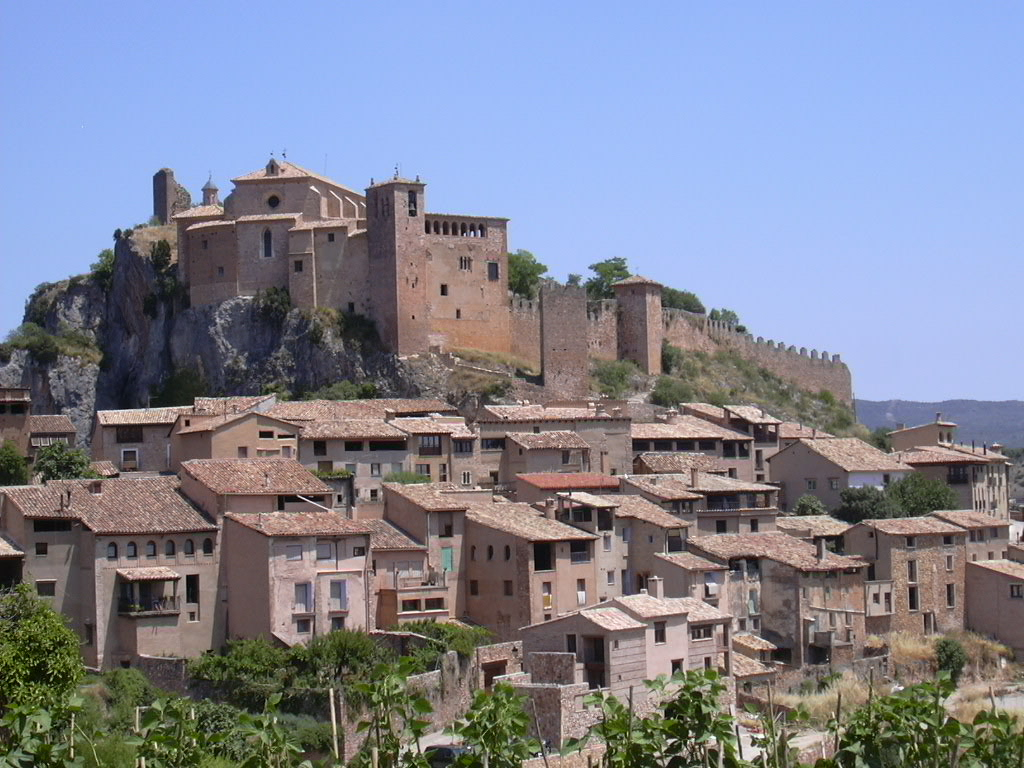
Le château et la collégiale d'Alquézar.
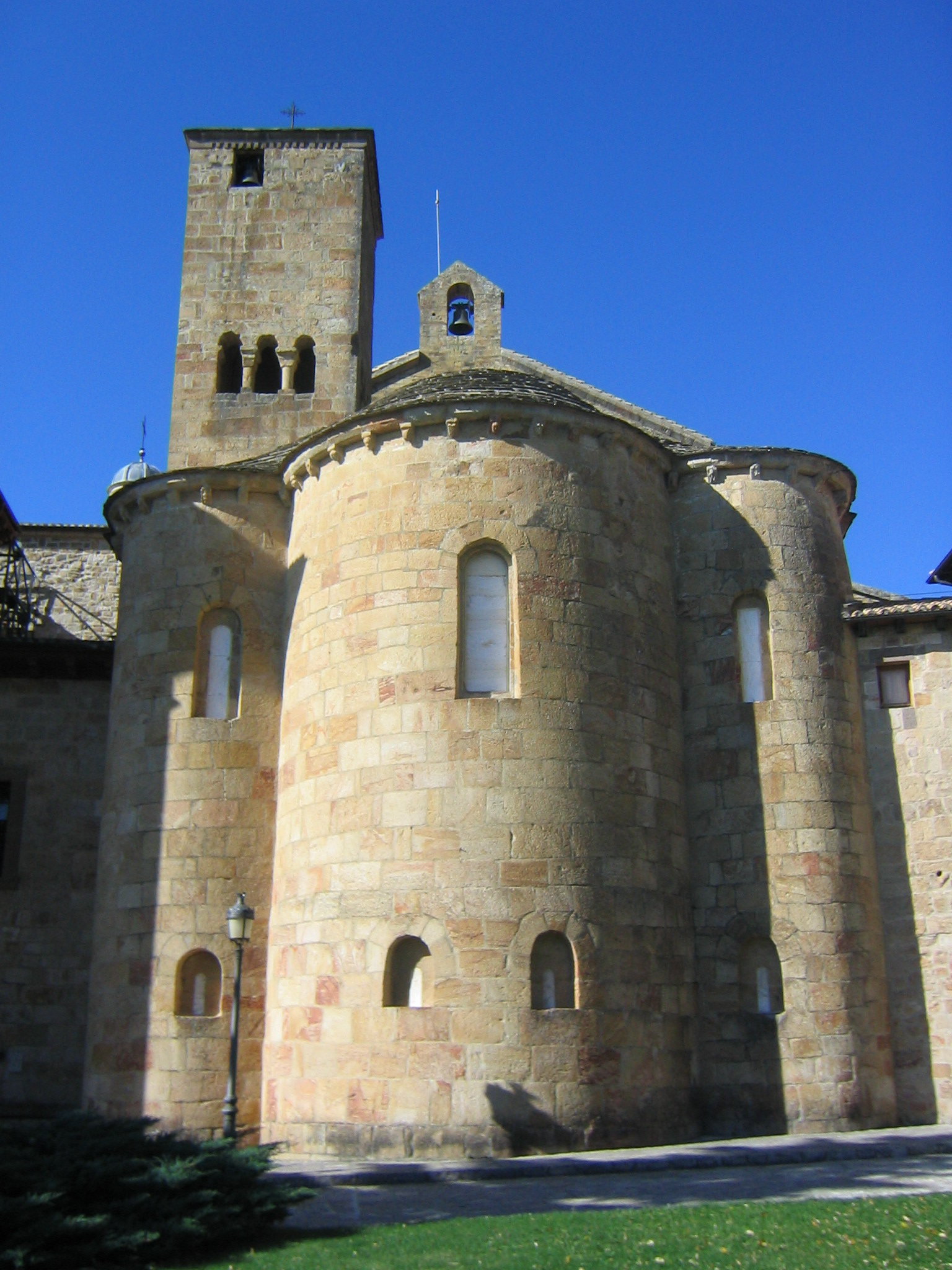
L'église du monastère de Leyre.
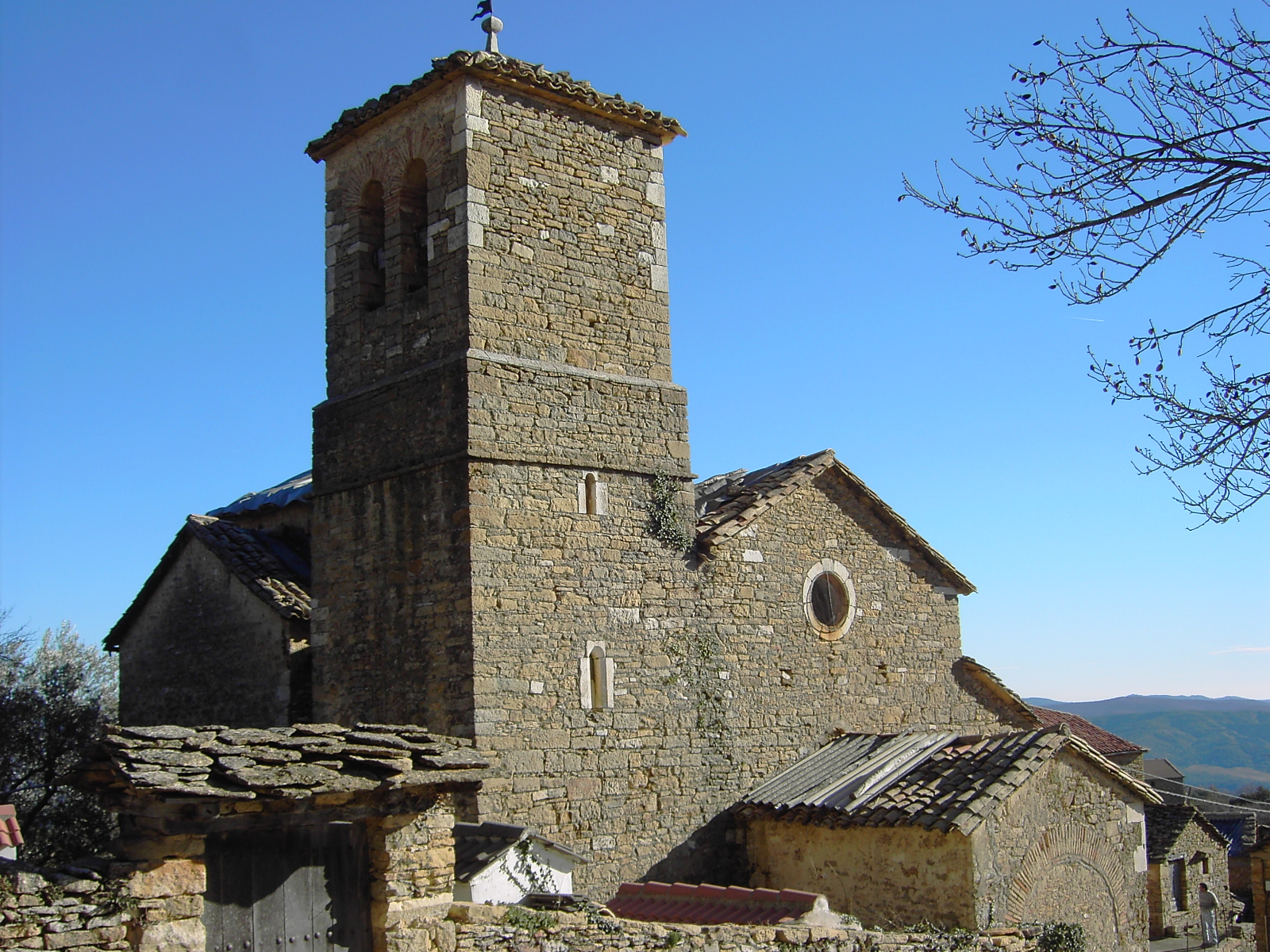
L'église Saintes-Nunilone-et-Élodie, à Betorz (Huesca).

## Source
- (en) Cet article est partiellement ou en totalité issu de l’article de Wikipédia en anglais intitulé « Nunilo and Alodia » (voir la liste des auteurs).

### Article lié
- Martyrs de Cordoue